# Rodinia calphurnia
Genre
Espèce
Rodinia calphurnia est une espèce néotropicale de lépidoptères (papillons) de la famille des Riodinidae. Elle est la seule espèce du genre monotypique Rodinia.

## Description
L'imago de Rodinia calphurnia est un papillon dont les ailes antérieures ont l'apex anguleux et les ailes postérieures ont l'angle anal très allongé et pointu, formant une queue qui double la taille de l'aile. 
Le dessus des ailes est de couleur marron avec une bordure bleu clair métallisé au bord externe, une bande blanche allant aux ailes antérieures du milieu du bord costal au bord interne près de l'angle externe puis aux ailes postérieures du bord costal à la bande orange qui coupe l'aile de la base au bord interne de la queue.
Le revers, marron, présente des aires basales et discales blanc nacré, la même bande blanche et une partie centrale de la bande orange.

## Distribution et biotopes
Rodinia calphurnia est présente au Costa Rica, au Panama, en Colombie, en Guyane et au Brésil.
Elle réside dans la canopée.

## Taxonomie
L'espèce actuellement appelée Rodinia calphurnia a été décrite par Howard Saunders en 1850, sous le nom initial d' Erycina calphurnia. Elle est l'espèce type et l'unique espèce du genre monotypique Rodinia, qui a été décrit par John Obadiah Westwood en 1851. Un synonyme de Rodinia est Euerycina Saunders, 1859.
Plusieurs sous-espèces ont été décrites :
- Rodinia calphurnia delphinia (Staudinger, [1887]) – présente au Brésil.
- Rodinia calphurnia barbouri Bates, 1936 – présente au Costa Rica, au Panama et en Colombie.
- Rodinia calphurnia ariana Brévignon & Gallard, 1999 – présente en Guyane.

## Protection
L'espèce n'a pas de statut de protection particulier en Guyane.